# Staurocladia vallentini
Staurocladia vallentini is een hydroïdpoliep uit de familie Cladonematidae. De poliep komt uit het geslacht Staurocladia. Staurocladia vallentini werd in 1902 voor het eerst wetenschappelijk beschreven door Browne. 